# Refrain
Refrain (з фр. — Приспів) — пісня швейцарської співачки Ліз Ассія. Пісня представляла Швейцарію на Євробаченні 1956, ставши першим переможцем Євробачення.

## Євробачення
Організовувавши конкурс 1956 року, ЄМС єдиний раз дозволила країнам відправити дві заявки від однієї країни. Швейцарія та Люксембург були єдиними країнами, які відправили одного представника з двома піснями. 
Співачка виступила у першій половині шоу з піснею «Das alte Karussell» під 2 номером. У другій половині шоу Ліз виступила також під другим номером вже з піснею «Refrain». ЄМС оголосили тільки те, що «Refrain» стала переможцем не оголошуючи балів переможця та балів з місцями інших учасників.